# Sankt Georgsorden
För andra betydelser, se Sankt Georgsorden (olika betydelser).

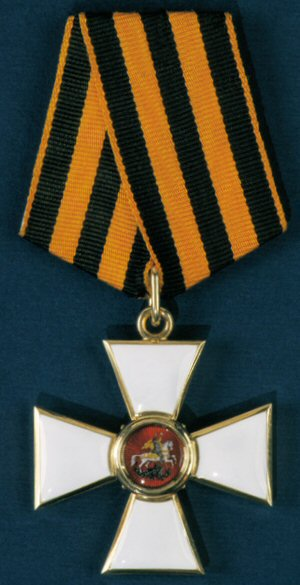
Georgsordens 4:e klass.

Sankt Georgsorden (ryska: Орден Святого Георгия/Orden Svjatago Georgija) är en rysk orden uppkallad efter helgonet Sankt Göran instiftad den 26 november 1769 av kejsarinnan Katarina den stora. Orden återupplivades den 8 augusti 2000 genom dekret №1463 av Rysslands president. Tilldelningskriterierna ändrades den 7 september 2010 av presidentdekret № 1099.
Till orden hör Georgskorset som är en belöning för tapperhet. Ordens band heter Georgsbandet och har i modern tid används även folkligt, syftande på orden men inte som ordenstecken.

## Bilder

### Ordenstecknens bärande

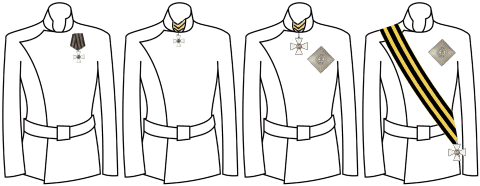
Den moderna Georgsordens ordenstecken. Från vänster till höger: 4.klass, 3. klass, 2.klass, 1. klass
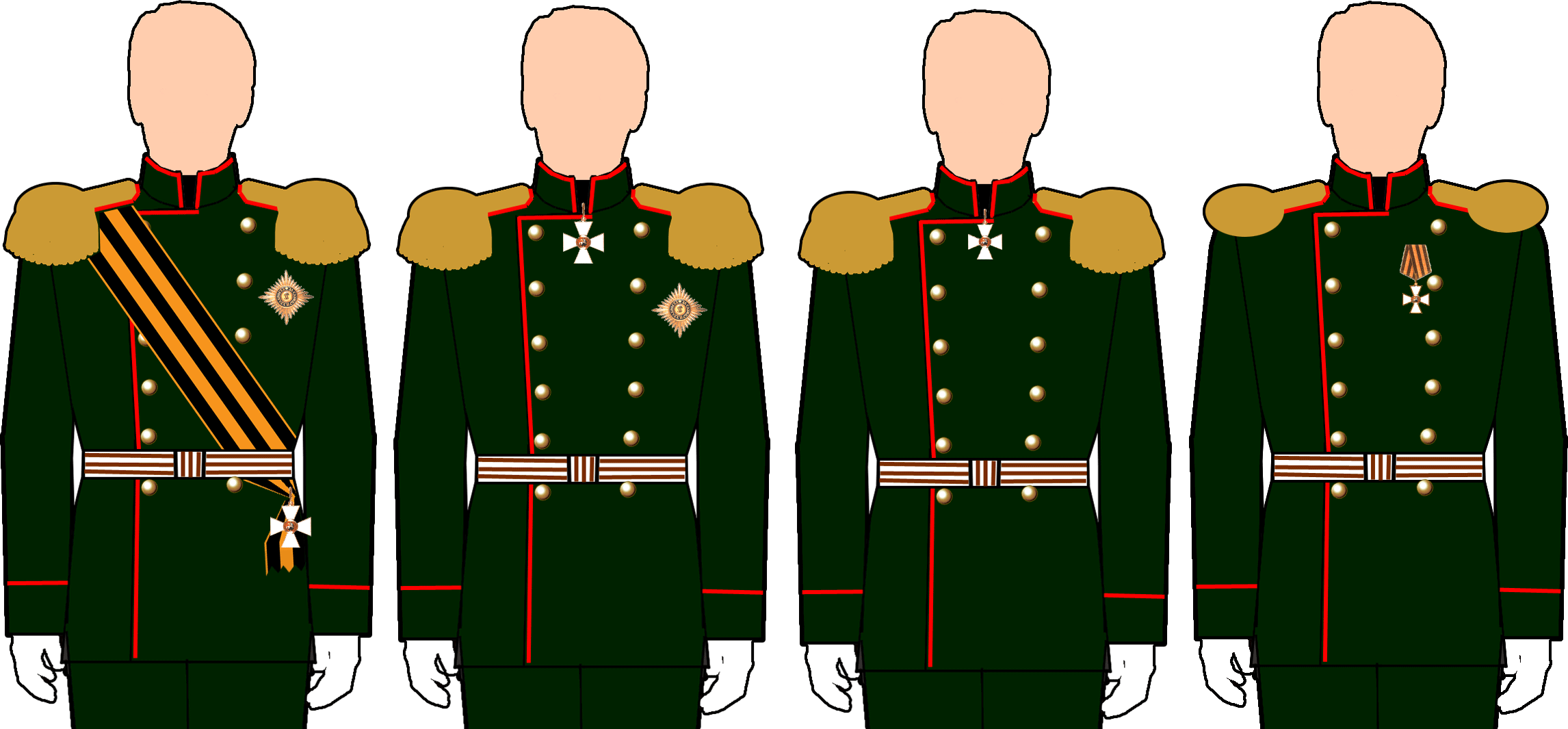
Den tsarryska Georgordens ordenstecken. Från vänster till höger: 1. klass, 2. klass, 3. klass, 4. klass.

### Släpspännen

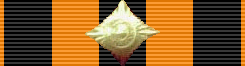
1. klass
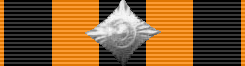
2. klass
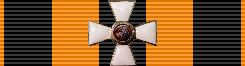
3. klass
4. klass

### Övrigt

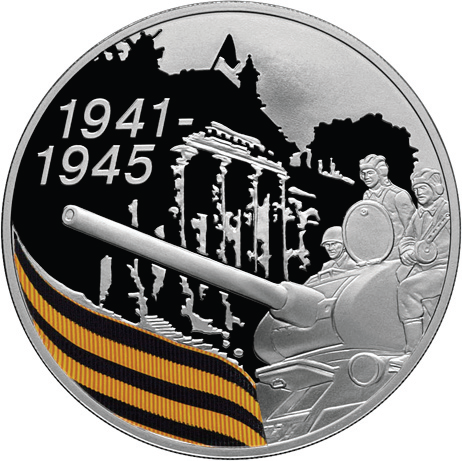
Georgsordens färger används som symbol för Sovjetunionens seger över Tyskland i andra världskriget.